# Microphis cruentus
Microphis cruentus és una espècie de peix de la família dels singnàtids i de l'ordre dels singnatiformes. Poden assolir 15,5 cm de longitud total.
És ovovivípar i el mascle transporta els ous en una bossa ventral, la qual es troba a sota de la cua. És un peix demersal de clima tropical. És un endèmic a la Nova Caledònia.